# Cathy Lee Crosby
Cathy Lee Crosby (Los Ángeles, California, 2 de diciembre de 1944) es una actriz y extenista profesional estadounidense. Alcanzó el éxito en televisión y películas en los años 80 y fue coanfitriona de la serie de televisión That's Incredible!.

## Filmografía
- 1968: It Takes a Thief
- 1973: The Laughing Policeman
- 1974: La Mujer Maravilla
- 1976: Trackdown
- 1979: The Dark
- 1982: World War III
- 1980-1984: That's Incredible!
- 1986: WrestleMania 2
- 1994: Untamed Love
- 2011: Ablaze